# Klazmatodendroza
Klazmatodendroza (łac. clasmatodendrosis) – typ zwyrodnienia komórek gleju astrocytarnego, pojawiający się w dysfunkcji bariery krew-mózg. Patologię tę opisał Alois Alzheimer pod nazwą Füllkörperchen, a potem Santiago Ramón y Cajal; wprowadzony przez niego termin oznacza "utratę wypustek". 